# Jeanne-Charlotte Allamand
Pour les articles homonymes, voir Allamand.
D'origine suisse, Jeanne-Charlotte Allamand (16 avril 1760 - 18 septembre 1839) est
pionnière, éducatrice et artiste peintre canadienne.

## Biographie
Fille de Jean-Emmanuel Allamand, un drapier et teinturier, et de Judith-Henriette-Françoise David, elle est née à Lausanne. En 1785, elle épousa le peintre William Berczy. Le couple a eu deux fils William Bent et Charles Albert (en). Il a vécu à Florence, où elle a étudié la peinture, jusqu'aux environs de 1790 ; cette année-là, ils ont tous exposé des tableaux à la Royal Academy of Arts à Londres. En 1791, ils ont mené un groupe de colons allemands dans l'État de New York puis aidé à déménager ces colons vers Markham dans le Haut-Canada; les Berczys s'installent plus tard à [Où ?]. Jeanne-Charlotte Allamand a souvent pris la responsabilité pour les colons, tandis que son mari est en voyage d'affaires. Elle a également ouvert une mercerie et magasin de textile pour aider à soutenir sa famille.
En 1798, la famille déménage à Montréal. Son mari est parti pour l'Angleterre, il ne sera pas de retour avant 1802. Allamand établi une académie dans sa maison, elle y enseigne le dessin, l'aquarelle, la musique et les langues ; elle a été l'une des premières femmes identifié comme professeur d'art au Canada dans des sources disponibles. Parmi ses élèves il y a Louise-Amélie Panet. Peu de temps après 1817, le couple déménage à Sandwich dans le Haut-Canada. Autour de 1832, ils emménagent à Sainte-Mélanie au Bas-Canada,.
Allamand est morte à Sainte-Mélanie, à 79 ans.
Ses œuvres figurent dans la collection du Musée royal de l'Ontario.